# Лобозёров, Степан Лукич
Степа́н Луки́ч Лобозёров (род. 6 января 1948 года) — советский, российский драматург. Член Союза писателей СССР (1986 год), заслуженный деятель искусств Бурятии, заслуженный деятель искусств России.

## Биография
Степан Лобозёров родился 6 января 1948 года в селе Большой Куналей Тарбагатайского аймака Бурят-Монгольской АССР в семье забайкальских старообрядцев-семейских. После сельской школы — служба в армии, затем Восточно-Сибирский государственный институт культуры (театральное отделение) в Улан-Удэ, по окончании которого работал режиссёром народного театра.
Обучался на Высших режиссерских курсах, Высших театральных курсах при Институте театрального искусства им. А. В. Луначарского (1984), Высших литературных курсах при Литературном институте им. А. М. Горького (1991).
Первая пьеса Лобозёрова «Маленький спектакль на лоне природы» была поставлена в 1982 году на сцене Русского драматического театра им. Н. А. Бестужева в Улан-Удэ. Пьеса «По соседству мы живём» становится лауреатом конкурса молодых драматургов и удостаивается приза «Дебют сезона».
В 1989 году переехал в Кабанский район Бурятии, в небольшое селение на станции Посольской.
В 1990—1992 годах работал в народном театре и на телевидении.
Произведения Степана Лобозёрова ставились на сценах более 200 российских театров, причём среди них не только театры провинциальные, которым тема деревни безусловно близка, но и крупные московские и петербургские: Московский Художественный академический театр им. М. Горького, Московский драматический театр имени М. Н. Ермоловой, Санкт-Петербургский Большой драматический театр имени Г. А. Товстоногова, Санкт-Петербургский академический театр комедии им. Н. П. Акимова и многие другие. В Государственном русском драматическом театре имени Н. А. Бестужева в Улан-Удэ были поставлены 7 пьес драматурга, многие из которых удостаивались права первой постановки в России.
Успех пьес Лобозёрова объясняется прежде всего универсальностью воспроизведённой деревенской реальности: в любом регионе страны она понимается и воспринимается зрителями однозначно
Критик Анастасия Ефремова объясняет популярность лобозёровских пьес тем, что они «самоставящиеся», «их невозможно испортить. Они в любом случае будут хороши — где-то веселы, где-то трогательны. И ложатся на актёров, в принципе, любой труппы».

## Признание и награды
- 1984 год — Дипломант Всероссийского театрального фестиваля музыкальных, драматических театров «За образ сельского труженика в драматургии и на сцене»;
- 1986 год — Член Союза писателей СССР;
- 1987 год — Лауреат Государственной премии Бурятской АССР;
- 1987 год — Лауреат Премии «Дебют годов» журнала «Театральная жизнь»;
- 1988 год — Лауреат Всесоюзного конкурса молодых драматургов;

## Произведения
- 1987 — Публицистика: Книга «Вдоль деревни»
- 1989 — сборник пьес «Пьесы молодых драматургов», Москва, «СОВЕТСКИЙ ПИСАТЕЛЬ»
- 2007 — сборник пьес «В ста шагах от праздника», Улан-Удэ

### Пьесы
- 1982 — «Маленький спектакль на лоне природы»
- 1986 — «По соседству мы живём»
- 1988 — «Наследство»
- 1988 — «От субботы к воскресенью»
- 1990 — «Коммерсанты»
- 1991 — «Семейный портрет с посторонним»
- 1997 — «Его алмазы и изумруды»
- 2001 — «Семейный портрет с дензнаками»
- 2007 — «В ста шагах от праздника»
- 2012 — «Вечерний звон»